# Ramung Musara
Ramung Musara is een bestuurslaag in het regentschap Gayo Lues van de provincie Atjeh, Indonesië. Ramung Musara telt 635 inwoners (volkstelling 2010).